# To Whom It May Concern (album av Lisa Marie Presley)
To Whom It May Concern är ett studioalbum av Lisa Marie Presley, släppt i USA och Kanada den 8 april 2003 på skivbolaget Capitol Records. Det var hennes debutalbum.

## Låtlista
1. "S.O.B." (Glen Ballard, Clif Magness, Lisa Marie Presley) – 3:45
2. "The Road Between" (Gus, Presley, Greg Wells) – 4:18
3. "Lights Out" (Ballard, Magness, Presley) – 3:45
4. "Better Beware" (Keough, Presley, Eric Rosse) – 4:45
5. "Nobody Noticed It" (Magness, Presley) – 4:34
6. "Sinking In" (Ballard, Keough, Magness, Presley) – 4:31
7. "Important" (Magness, Presley) – 3:51
8. "So Lovely" (Ballard, John Barry, Presley) – 4:56
9. "Indifferent" (Presley, Rosse) – 3:59
10. "Gone" (Presley, Diego Sandrin) – 4:07
11. "To Whom It May Concern" (Ballard, Presley)
12. "Excuse Me" (Dolt spår)